# Конвертоплан
Конвертоплан — винтокрылый летательный аппарат с поворотными двигателями (как, правило, винтовыми), которые на взлёте и при посадке работают как несущие винты, а в горизонтальном полёте — как тянущие или толкающие; при этом подъёмная сила обеспечивается крылом самолётного типа. 
У конвертоплана (винтоплана) обычно двигатели поворачиваются вместе с винтами, но могут поворачиваться одни лишь винты. Функционально такая конструкция близка к самолёту вертикального взлёта и посадки (СВВП). 
Иногда конвертопланы по ошибке относят к винтокрылам, что неверно, так как у винтокрыла есть один или несколько воздушных винтов, независимых от системы несущего винта(-ов). 
В конвертопланах используются легконагруженные низкооборотные винты, близкие к вертолётным и позволяющие аппарату лететь в вертолётном режиме — при малом угле поворота винтов. Большие винты конвертоплана, сравнимые с размахом крыла, помогают ему при вертикальном взлёте, однако в горизонтальном полёте они становятся менее эффективными по сравнению с винтами меньшего диаметра традиционного самолёта.
Также не стоит путать конвертоплан с поворотной механикой и аэрогибрид с фиксированной механикой (например quadplane - гибрид квадрокоптера и самолета). Все аэрогибриды являются менее эффективным решением по сравнению с конвертопланами, так при сопоставимых размерах и схемах конвертопланы могут превосходить аэрогибриды почти в 10 раз.
В настоящее время в США эксплуатируется серийно производимый конвертоплан V-22 Osprey с полётной массой 27,4 т и максимальной скоростью полёта в самолётном режиме 509 км/ч, а в вертолётном режиме 185 км/ч.

## Первые модели
В предвоенные годы в СССР в Военно-воздушной инженерной академии и Московском авиационном институте под руководством Бориса Юрьева (автора вертолётного автомата перекоса) было выдвинуто множество концептуальных проектов «геликоптеров-аэропланов», включая как проекты различных конвертопланов, так и проекты разнообразных летающих тарелок (что любопытно, свой первый проект летающей тарелки Юрьев выдвинул ещё в 1921 году). Однако, среди всех этих проектов «геликоптеров-аэропланов» в основном преобладали популярные в то время проекты самолётов с вертикальным взлётным положением (то есть перед взлётом самолёт повёрнут на 90° вертикально, затем он, взлетев по-вертолётному, разворачивается на 90 градусов и летит по-самолётному). Что касается конвертопланов, то в качестве примера проектов Юрьева можно привести концепт биплана схемы тандем, между крыльями которого должна была находиться пара поворотных винтов.
Имелся также и проект винтокрыла в буквальном смысле этого слова, который должен был иметь несущие винты, расположенные внутри крыла (аналогично несущие винты располагались у реактивного Райан — Дженерал Электрик XV-5), но это больше экзотика и в современных реалиях уже не относится к конвертопланам. Наиболее близким к классическим конвертопланам был проект 1934 года — истребитель «Сокол» с поворотным крылом и парой винтов в гондолах, иными словами имеющий классический вид как и для тилтвинга, так и для истребителей той эпохи (за исключением гондол на концах крыла и отсутствия винта на носу, внешне похожий на Ла-5). Что любопытно, несмотря на классическую внешность, гондолы по проекту не несли двигателей, а двигатель (несмотря на внешность истребителя той эпохи) должен был располагаться за спиной у лётчика. Ни один из проектов «геликоптеров-аэропланов» Юрьева так и не был воплощён, и в лучшем случае проекты доходили лишь до обдувки макетов в аэродинамической трубе. В послевоенные годы Юрьев и его студенты продолжили работы по созданию концептов, но, как и в предвоенные годы, ни один проект так и не был воплощён.
Самым первым детально разработанным проектом конвертоплана являлся P.1003 фирмы «Вессерфлюг», разработанный в Германии в 1938 году конструкторами Рорбахом и Симоном. Согласно проекту предполагалось создать двукрылый конвертоплан с поворотным крылом (точнее, должны были поворачиваться только концы крыла при неподвижной середине). Однако в связи с начавшейся на следующий год войной проект так и не был осуществлён.
Второй детально разработанный проект конвертоплана в той же Германии не был осуществлён уже по причине окончания войны. Так как фирмы Фокке и Ахгелис намеревались построить свой Fa-269 в качестве вундерваффе. Согласно этому проекту, конвертоплан должен был иметь «толкающие (а не тянущие, как в классических проектах конвертоплана) трёхлопастные винты, которые благодаря очень высокому шасси могли бы поворачиваться вниз при взлёте. Что любопытно, предполагалось наличие только одного (но очень мощного) двигателя, который должен был располагаться в фюзеляже, а внутри каждого крыла должна была проходить трансмиссия, ведущая к поворотному винту».
Другие нереализованные проекты вундерваффе с вертолётным взлётом от Хейнкеля — Wespe и Lerche не имели ни поворотных винтов, ни поворотных крыльев, а должны были взлетать и садиться по-вертолётному благодаря вертикальному положению фюзеляжа при взлёте. Оба проекта отличались лишь массой и габаритами, и имели аналогичную конструкцию из разрезанного пополам корпуса, в середине которого должна была находиться пара винтов, заключённых внутрь одного кольцевого крыла. С вертикальным фюзеляжем должен был взлетать и садиться также и крайне оригинальный нереализованный проект вундерваффе — Tribflügel от Фокке-Вульфа, имеющий вращающееся крыло Y-образной формы, одновременно являющееся и трёхлопастным воздушным винтом, вращающимся не от поршневого, а реактивного двигателя, подобно бенгальскому колесу. Что любопытно, у Хейнкеля, имелся аналогичный проект вундерваффе — Ypsilon, отличавшийся от Фокке-Вульф Tribflügel лишь тем, что его крыло не вращалось (то есть в отличие от Фокке-Вульфа — это должен был быть не винтокрыл в буквальном смысле этого слова, а просто реактивный самолёт с вертикальным взлётом).
К конвертопланам можно отнести знаменитый английский преобразуемый вертолёт «Ротодайн», способный с помощью двух тянущих турбовинтовых двигателей переходить в режим авторотации несущего винта, при взлёте работающего как вертолётный; он развивал рекордную для винтокрылых аппаратов скорость в 400 км/ч. В 1958 году этот аппарат был представлен на авиасалоне в Фарнборо.
В конце 2010-х ВДВ РФ прорабатывали возможность применения конвертопланов для доставки десантников на поле боя.

## Конвертоплан с поворотными винтами
Конвертоплан с поворотными винтами — тилтротор — летательный аппарат, совмещающий вертикальный взлёт-посадку по вертолётному принципу с перемещением со скоростью турбовинтового самолёта.
Обычно поворотными являются не сами винты, а гондолы с винтами и двигателями (как у Bell V-22 Osprey), но встречаются также и конструкции, у которых поворачиваются только винты, а двигатели (например, расположенные в фюзеляже) остаются неподвижными. Примером винтокрыла, у которого поворачиваются только винты, является Bell XV-3.
Термин «тилтротор» не является эквивалентом конвертоплану, поскольку является конкретной схемой реализации конвертоплана, но на текущий момент схема с поворотными мото-гондоллами или непосредственно самими винтами приобрела наибольшую популярность, как более оптимальное и надёжное решение.

## Конвертоплан с поворотным крылом
Существует вариант конвертоплана, называемый конвертоплан с поворотным крылом — тилтвинг (от tilt — «наклонять», и wing — «крыло»), когда поворачивается всё крыло, а не только законцовки, как у тилтротора.
Недостатком поворотного крыла является большая сложность, достоинством же то, что при вертикальном взлёте крылья не затеняют воздушный поток от винтов (увеличивая тем самым эффективность работы винтов).

## Конвертоплан с винтами в кольцевых каналах
Самолёты с вертикальной (или укороченной) взлёт-посадкой с винтами в кольцевых каналах могут относиться как к имеющим поворотные винты, так и к имеющим поворотное крыло.
Особенностью же их является то что винты расположены внутри особого кольца, которое иногда называется «кольцевым» крылом, в авиамоделировании же такой винт в кольцевом канале часто называется термином «вентиляторный движитель» (в авиамоделировании такой винт обычно прячут внутри макета реактивного двигателя). Данный тип движителя обладает очень высокой скоростью отбрасываемого винтом воздушного потока, что позволяет обойтись очень маленькими крылышками, обеспечивая высокую компактность конвертоплана. Это же достоинство оборачивается серьёзным недостатком при выполнении функций вертолёта, вследствие чего финансирование разработок подобных конвертопланов прекращалось, как только речь заходила об их способности полностью заменить вертолёт.
Примерами подобных конвертопланов являются Bell X-22A, Doak VZ-4 и Nord 500.

## СВВП с вертикальным положением
Самолёт вертикального взлёта и посадки с вертикальным положением корпуса — тэйлситтер (англ. tailsitter) (от tail — «хвост» и sitter — «сидящий») — вариант компоновки СВВП. Такой самолёт осуществляет взлёт и посадку на свой хвост подобно взлёту и посадке вертолёта, а затем переходит в горизонтальный «самолётный» полёт. Несмотря на невозможность посадки «по самолётному», конвертопланом не является, так как при переходе в горизонтальный режим полёта не происходит поворота винтов относительно крыла и фюзеляжа летательного аппарата. Сложность схемы состоит в организации управления на режимах вертикального и горизонтального полётов, а также переходных — лётчику сложно сориентироваться, потому как одни и те же органы управления выполняют разные функции на разных режимах, кроме того, затруднён обзор при вертикальных режимах. Тем не менее, отсутствие больших поворотных частей, а также единая силовая установка для режимов вертикального и горизонтального полёта позволяли упростить конструкцию аппарата, и эта схема долгое время была популярна у конструкторов. Данную схему использовали как реактивные, так и винтовые СВВП. Немногие построенные по этой схеме СВВП так и остались экспериментальными прототипами.

## СВВП со складывающимся несущим винтом
СВВП со складывающимся несущим винтом (folding retractable rotor) разрабатывался в США в 1950-е гг. Для взлёта и посадки, а также при необходимости полёта в режиме зависания или на малых оборотах, несущий винт раскладывался и приходил в движение, а во время маршевого полёта в крейсерском режиме по мере набора самолётом требуемой скорости складывался обратно. Несущий винт с реактивным приводом, два миниатюрных ПВРД на обоих концах лопастей несущего винта, работающих независимо от основной двигательной установки самолёта, приводящей в движение два тянущих маршевых винта, как у обыкновенных поршневых самолётов того времени. Разработка летательного аппарата велась компанией Hiller Helicopters в Пало-Альто, Калифорния, по заказу Научно-исследовательского управления ВВС США, — это согласовывалось с политикой компании на диверсификацию сфер деятельности, помимо вертолётов Hiller с 1955 года стала проектировать автожиры, колеоптеры и другие винтокрылые машины. Стендовые испытания и испытания габаритной модели в аэродинамическом туннеле осуществлялись в Авиационном научно-исследовательском центре на авиабазе Райт-Паттерсон. Испытания нового типа несущего винта и ПВРД реактивного привода осуществлялось непосредственно на фабрике Hiller. До изготовления опытного прототипа СВВП и лётных испытаний дело не дошло.

## Советские проекты
В 1972 году в конструкторском бюро им. Миля возник проект винтоплана Ми-30, имевшего классическую схему с парой поворотных винтов (гондолами с винтами и двигателями). В рамках этого проекта проводились аналитическо-конструкторские исследования, состоявшие как из теоретических работ, так и из испытаний моделей поворотного винта на аэродинамическом стенде. По результатам этих работ в проект винтоплана были внесены изменения, так, например, взлётная масса увеличилась с 10,6 до 30 т, с одновременным увеличением мощности двигателей и полезной нагрузки. Постройка первых летающих образцов была запланирована на 1986—1995 годы, однако в связи с проблемами Перестройки Ми-30 не был построен. Также существует информация о том, что было выпущено четыре образца, но во время перегонки к месту демонстрации три из них потеряли управление, попав в шторм. Неизвестно, являлось ли это происшествие ошибкой пилотов или несовершенством основной концепции, но работы по созданию конвертопланов были прекращены.

## Российские проекты
Одним из первых российских конвертопланов стал проект компании ООО «Аэроксо» — ЭРА-100, разрабатываемый с 2012 года и представленный на авиасалоне МАКС-2015. В настоящее время компания ООО «Аэроксо», на основе запатентованной аэродинамической схемы, разрабатывает и эксплуатирует семейство конвертопланов ЭРА-54х, с взлетным весом до 30 кг. Также она спроектировала конвертоплан «Aviabike ERA», ставший финалистом конкурса GoFly, проводимого Boeing.
Одним из наиболее энергоэффективных и высокотехнологичных решений на сегодняшний день является конвертоплан компании ADA Aerospace - проект TRIADA (на основе их запатентованной аэродинамической схемы, описанной в выданном компании патенте на изобретение). Разработчики решили ряд ключевых проблем данной схемы, что позволило достичь высоких летно-технических характеристик по сравнению с другими решениями.
На авиасалоне МАКС-2017 представлен опытный образец экспериментального беспилотного конвертоплана VRT30, разработанный холдингом «Вертолёты России». На его основе планируется создать машину для военных с взлётной массой до двух тонн.
Также, свой вариант тяжелого беспилотного конвертоплана готовит группа «Кронштадт».
Концерн «Калашников» в феврале 2021 года продемонстрировал беспилотный летательный аппарат-конвертоплан ZALA VTOL.

## Известные модели
- Bell V-22 Osprey — единственный в мире конвертоплан, стоящий на вооружении;
- Bell V-280 Valor — улучшенная версия ранее созданного V-22 Osprey;
- Curtiss-Wright X-19 (1962—1966);
- Aérospatiale N 500[англ.] — экспериментальный компактный конвертоплан;
- Solotrek XFV;
- Bell Boeing Quad TiltRotor;
- TRIADA VTOL TR 4 EV — самый энергоэффективный электрический конвертоплан в мире, весом до 10 кг (по состоянию на 2020 год, см. сетку мировых рекордов FAI);
- Конвертопланы серии «ERA» компании Aeroxo — один из первых БПЛА типа «конвертоплан» в России.
- Jetoptera — перспективный СВВП с безлопастным движителем[источник не указан 884 дня]
- Aerofugia AE200 — китайский пятиместный прототип воздушного такси с четырьмя наклонными силовыми установками[12]
- Lanying R6000 — китайский десятиместный прототип конвертоплан[13]

### СВВП с реактивными двигателями в поворотных гондолах
- Bölkow-Хейнкель-Мессершмитт EWR VJ 101;
- Bell D-188A.

|            |                                  |
| VJ 101C LH | Рисунок — «Bell D-188A в полете» |